# Anísio Silva
Anísio Silva, född 18 juni 1969, är en friidrottare från Brasilien. Han deltog vid olympiska sommarspelen 1992 och olympiska sommarspelen 1996.